# Schlesische Volkszeitung
Die Schlesische Volkszeitung war eine in Breslau erscheinende katholische Tageszeitung, die 1868/69 aus den Breslauer Hausblättern für das Volk hervorging und 1944 in der Schlesischen Zeitung aufging. Den Angaben von Klaus Ullmann zufolge war es die „erste katholische Tagespresse des deutschen Ostens“.
Eine Gruppe oberschlesischer Priester, darunter Carl Ulitzka, warf der Schlesischen Volkszeitung im September 1911 vor, die Kölner Richtung im deutschen Katholizismus zu unterstützen und eine „Interkonfessionalisierung“ der Zentrumspartei zu erstreben. Chefredakteur war in diesem Jahr Hubert Trimborn. 